# Корфу колиби
Корфу колиби (на турски: Avcılar) е село в околия Малък Самоков, вилает Лозенград (Къркларели), Турция. Според оценки на Статистическия институт на Турция през 2018 г. населението на селото е 160 души.

## География
Селото се намира в историко–географската област Източна Тракия, в планината Странджа, на 18 км североизточно от град Малък Самоков (Демиркьой).

## История
Селото е основано през 1877 г. като Корфаколиба, през 1928 г. е преименувано на Корфакюлибе. В началото на 20 век е с българско население.